# Jagos István Róbert
Jagos István Róbert (Orosháza, 1974. március 26. – 2018. február 10.) magyar költő, szerkesztő.

## Élete
Másfél éves korában az anyai nagyszüleihez került Hódmezővásárhelyre. 15 éves volt, amikor megírta első versét. Több alkalommal is nevelőintézetbe került, ami később rányomta bélyegét a verseinek témáira is. Több verse szól az elhagyatottságról, illetve a magányról. 
24 éves korára felhagyott a költészettel. Saját szavaival élve kiégett. Ebből az korszakból kevés vers maradt fenn, bár néhány utólag nyomtatásba került a Múló percek sínjein kötetében. 2007-ben kezdett el újra írni, egy lelki trauma után. Utána három önálló kötete jelent meg és 22 antológiában szerepelt szerzőként. Több verseskötet, antológia szerkesztője, a Dél-Alföldi Művészeti Kör (DéeMKá) egyik alapítója, a hódmezővásárhelyi Kárász Kör alelnöke
Két fiúgyermek apja. Haláláig Szegeden élt.

## Kötetei
- Made in az idők hajnalán (Neo-transzilvánista Irodalmi Páholy, 2011)
- Félresértett szavak; Jagos István Róbert, Szeged, 2012
- Múló percek sínjein (DéeMKá, 2014)
- Emberkáromlás (Dél-alföldi Művészeti Kapocs Alapítvány, Szeged, 2017)

## Közös kötetei
- Zalán Tibor–Jónás Tamás–Jagos István Róbert: Együttállás; Dél-alföldi Művészeti Kapocs Alapítvány, Szeged, 2017

## Publikációk
- Agria – Irodalmi, művészeti és kritikai folyóirat, Eger (2010. ősz, 2010. tél, 2013. nyár, 2013. ősz, 2017 tavasz)
- Föveny Irodalmi folyóirat, Csongrád (2011. december, 2013. február)
- Tiszatáj Irodalmi, művészeti, társadalmi és tudományos folyóirat, Szeged (2015. január)
- Holdkatlan (2015-2016)
- Szózat (2017)
- Irodalmi Jelen (2017)

## Könyvkiadás
- Újjászületés Antológia, 2011
- Balogh Zoltán: Hazá(r)djáték, 2012
- Ködlepel Antológia, 2012
- Kovács Ágnes: Enteriőr, 2012
- Birta Attila: Bent vagy kint, 2012
- Poet Antológia 2007-2012, válogatás
- Tékozlók és Kuporgatók, Poet Antológia, 2013
- Elágazások Antológia, 2013
- Bogdán Mária: Férfi, nő, főnix, 2013
- Káldi Zoltán: Giz-gaz, 2014
- Újra Ködlepel Antológia, 2014
- Kollázs, Poet Antológia, 2014
- Szécsényi Barbara: (T)örvény-könyv), 2015
- Ritmikus Sorgimnasztika, Poet Antológia, 2015
- Schifter Attila: Attitűdök, 2015
- Újjászületés 2016 Antológia
- Krosszród – válogatás a Dél-Alföldi Művészeti Kör alkotóinak munkáiból, 2016
- Poet Antológia, 2016
- Radnai István: A bukás édessége, 2017
- Gellérfi Bence: Határok és takarók, 2017
- Szokolay Zoltán: Kivételes találkozások, 2017
- Poet história X. Antológia, 2017

## Színdarab
- Félresértett szavak, versszínházi előadás (2016-17 évad Szeged, Pinceszínház)[3]

## Irodalmi tevékenységek
- Poet.hu művészeti vezető 2007-2018
- Kult-óra (Civil Hang Stúdió, online, offline rádió), Irodalmi Magazin, Rádió-X, Hódmezővásárhely, 2013
- Kult-óra Irodalmi és kulturális Magazin, CivilHang Stúdió rádió Szeged, 2016-2018
- Szózat folyóirat, szerkesztő 2017-2018

## Díjak[4]
- Kárász József-díj – vers kategória, (2010)
- Kárász József-díj – próza kategória, (2010)
- Kárász József Irodalmi Kör által adományozott arany oklevél, (2014)
- Verő László díj (Héttorony Irodalmi magazin – 2017)== Jegyzetek ==

1. ↑  „Elhunyt Jagos István Róbert”, 2018. február 10. (Hozzáférés: 2018. február 10.)
2. ↑  http://lenolaj.hu/2018/02/11/meghalt-jagos-istvan-robert-kolto/
3. ↑  Félresértett szavak (magyar nyelven). PORT.hu. (Hozzáférés: 2018. március 21.)
4. ↑  Jagos István Róbert (1974 – 2018) R.I.P.. blog.poet.hu. (Hozzáférés: 2018. március 21.)